# مونیکا پوییگ
 مونیکا پوییگ (انگلیسی: Mónica Puig؛ زادهٔ ۲۷ سپتامبر ۱۹۹۳) یک تنیس‌باز اهل پورتوریکو است.